# Rixt Leddy
Rixt Leddy (Nijmegen, 5 mei 1976) is een Nederlands actrice, voornamelijk bekend door haar rol als Dian Alberts in de RTL 4-soap Goede tijden, slechte tijden. Ze is tevens bekend door haar rol als Yolande Hamecourt in de regionale televisieserie Wolfseinde.

## Leven en werk
Leddy wordt op 5 mei 1976 geboren als de dochter van acteur John Leddy (1930–2022) en diens tweede vrouw Jannig Greijdanus. Na de middelbare school volgde Leddy de Toneelschool van Utrecht, waar ze in 2001 afstudeerde. Tijdens haar studie had ze al een gastrol gespeeld in Wim T. Schippers' We zijn weer thuis. 
Leddy had al de nodige theaterervaring toen ze samen met acteur Karim Traïdia naar Marokko vertrok om daar een toneelstuk op de planken te brengen. Bij terugkomst in Nederland werkte Leddy veel samen met actrice Sanne Vogel. Ze bedachten samen het toneelstuk H.O.P. en waren samen te zien in de Kanariefilm. Na Vogel was ze samen met haar vader John te zien in het toneelstuk Daar komen de Leddy's. Het was in het voorjaar van 2005 toen Leddy werd gevraagd voor de rol van Dian Alberts in de dagelijkse soapserie Goede tijden, slechte tijden. De rol van Dian betekende haar definitieve doorbraak bij het grote publiek. Leddy maakte tussen oktober 2005 en februari 2008 deel uit van de vaste cast. In het seizoen 2005/2006 combineerde ze de opnames bij GTST met die van Paul Verhoevens speelfilm Zwartboek, waarin zij de rol van Anny vertolkte.
Na haar vertrek bij de soapserie kreeg ze een kleine gastrol toebedeeld in het vierde seizoen van Gooische Vrouwen. Leddy was hierin te zien als de dokter van Peter Paul Mullers karakter Martin Morero. In datzelfde jaar maakte ze haar opwachting als kunstenares Yolande Hamecourt in de regionale dramaserie Wolfseinde. 
In het najaar van 2010 was Leddy in opdracht van Theaterproductiehuis Zeelandia te zien in de toneelvoorstelling Zeeuwse Vrouwen. In 2012 was Leddy door omstandigheden in Nederland te zien in de voorstelling I.N.D.O.

### Privé
Leddy heeft een dochter.

## Filmografie

### Film
- 2004: Nieuwe schoenen, als Marlies
- 2006: Jef, als Rixt Leddy / Dian Alberts
- 2006: Zwartboek, als Anny
- 2015: Dames 4, als Kirsten
- 2021: Scylos, als stem

### Televisie
Hoofdrollen:
- 2005-2008: Goede tijden, slechte tijden, als Dian Alberts
- 2008-2010: Wolfseinde, als Yolande Hamecourt

Gastrollen: 

- 1994: We Zijn Weer Thuis, als scholiere
- 1999: Goudkust, als Agneta
- 2008: Gooische Vrouwen, als dokter van Martin Morero
- 2010: De co-assistent, als Rosanna Boomsma
- 2011: VRijland, als fotografe
- 2012: Bastian
- 2013: Flikken Maastricht, als rechercheur Francesca Sale
- 2021: De regels van Floor, als Anouk
- 2021-2022: Herres, als Chantal
- 2022: Flikken Maastricht, als Linda Hamelink